# داني غراهام
داني غراهام (بالإنجليزية: Danny Graham)‏ مواليد 12 أغسطس 1985 في غيتسهيد، هو لاعب كرة قدم بريطاني يلعب كمهاجم لنادي بلاكبيرن روفرز.

## أندية لعب لها
- نادي ميدلزبره
- ليدز يونايتد
- ديربي كاونتي
- نادي سندرلاند
- نادي بلاكبول
- سوانزي سيتي
- نادي واتفورد

## روابط خارجية
- داني غراهام على موقع إي إس بي إن إف سي (الإنجليزية)
- داني غراهام على موقع قاعدة بيانات كرة القدم.إي يو (الإنجليزية)
- داني غراهام على موقع Soccerbase.com (لاعب) (الإنجليزية)
- داني غراهام على موقع Soccerway.com (الإنجليزية)
- داني غراهام على موقع عالم كرة القدم.نت (الإنجليزية)
- داني غراهام على موقع AS.com (الإسبانية)